# La Venta (Guanajuato)
La Venta es una localidad del estado mexicano de Guanajuato. Es parte del municipio de San José Iturbide.

## Demografía
| Gráfica de evolución demográfica |
|                                  |

| Censo | Población |
| ----- | --------- |
| 1910  | 354       |
| 1921  | 331       |
| 1930  | 333       |
| 1940  | 402       |
| 1950  | 336       |
| 1960  | 524       |
| 1970  | 591       |
| 1980  | 420       |
| 1990  | 677       |
| 2000  | 936       |
| 2010  | 1 098     |
| 2020  | 1 560     |